# Bistre

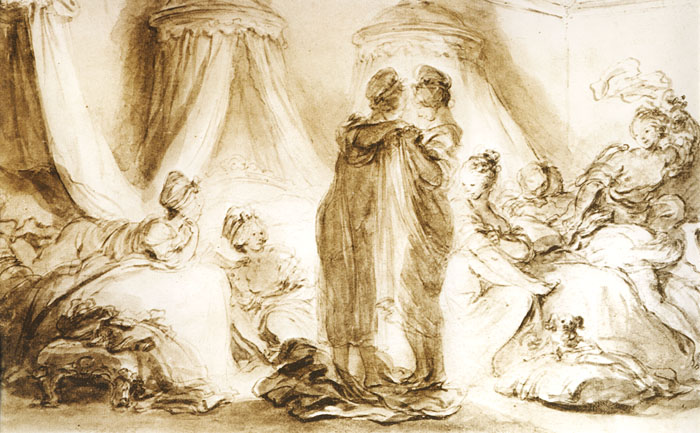
Le coucher des ouvrières (Trabajadoras antes de acostarse), aguada al bistre de Jean-Honoré Fragonard (1732-1806).

Bistre (del francés bistre) o laca parda es el nombre de un colorante pardo ocráceo utilizado en pintura artística desde hace siglos, básicamente un tipo de marrón de hollín. Los artistas solían prepararlo disolviendo hollín en aguagoma, y su uso principal era para realizar apuntes y bosquejos a la aguada.
Este colorante puede obtenerse quemando maderas, o puede tomarse de pigmentos de lignito natural, como el pardo de Cassel o el pardo de Van Dyck. El bistre se ha usado casi siempre a modo de acuarela, disuelto en agua. Muchos antiguos maestros utilizaban el bistre como tinta para sus dibujos. 
El bistre, en su versión más tradicional, se elabora quemando madera de haya y limpiando la cenizas, que son de color marrón y contienen alquitrán, hollín y resina; luego se hierven y se amasan con agua y goma arábiga, formando bollos. A lo largo de este proceso el color del material cambia de marrón amarillento a marrón casi negro.

## Historia
Se considera que la primera descripción del bistre se encuentra en la obra Libri Colorum, de Jehan Le Begue, que data de 1431. Allí se menciona un color amarillo oscuro llamado caligo que se forma en el hollín de las chimeneas.
El bistre se usó desde la Edad Media hasta mediados del siglo XIX, cuando fue desplazado por el sepia.

## El bistre como color
Actualmente, solamente continúa en uso el bistre como color, ya que el colorante o pigmento original fue sustituido por tintas y pinturas de diferente composición.
El color llamado bistre o gris bistre es amarillo anaranjado oscuro, de saturación débil, y se basa en la coloración que presentaba el bistre auténtico cuando se empleaba a la aguada. A la derecha se da una muestra del mismo.
El uso que tiene el color bistre es, generalmente, como color de tinta para grabados. En los círculos filatélicos se dice que son de color bistre las estampillas impresas en marrón. La siguiente es una muestra de bistre marrón:
|           | Bistre marrón     |
| HTML      | #967117           |
| RGB       | (150, 113, 23)    |
| HSV       | (43°, 85 %, 59 %) |
| Protocolo | [ 9 ]             |